# Звездоцветно шапиче
Звездоцветното шапиче (Alchemilla asteroantha) е вид растение, принадлежащо към семейство Розови. Включено е в списъка на лечебните растения съгласно Закона за лечебните растения.
Естественият ареал на вида обхваща България и Румъния, като вирее добре в умерен климат.